# P2P мрежа
P2P односно peer to peer је модел комуникације путем интернета, пандан клијент/сервер моделу, најчешће у употреби за дељење датотека. P2P је скраћеница од (енгл. peer to peer) што би се могло превести као једнак једнаком (или вршњак вршњаку).
За заједничко коришћење (share) фајлова или конекције на штампач, на нивоу локалне мреже користи се SMB протокол који је развио IBM. Од 2000. године овај протокол је прихваћен и имплементиран у Мајкрософтовим оперативним системима. P2P је технологија која је развијена за размену података између корисника путем интернета као мреже. Са P2P клијентима базираним на Gnutella протоколу, корисници са компатибилним софтвером могу креирати фајлове на својим хард-дисковима, конектовати се на P2P сервис, а потом лоцирати, приступити и разменити жељени податак.
Сваки вршњак (peer) резервише део својих ресурса (процесор, HDD меморија, пропусни опсег мреже) којима остали вршњаци могу директно приступити. На овај начин се избегава повезивање вршњака преко сервера. Вршњаци су и снабдевачи и потрошачи ресурса, за разлику од класичног клијент-сервер модела где сервери само снабдевају, а клијенти користе ресурсе.

## Класификацијамрежа
- Централизована P2P попут Напстера
- Децентрализована P2P мрежа по принципу
- Структурирана
- Неструктурирана Gnutella P2P мрежа
- Хибридна мрежа (централизована и децентрализована) као JXTA (спецификација P2P протокола са отвореним сорсом)

## клијенти
- Клијенти који раде под Gnutella протоколом
  - BitTornado